# Janina Uhse

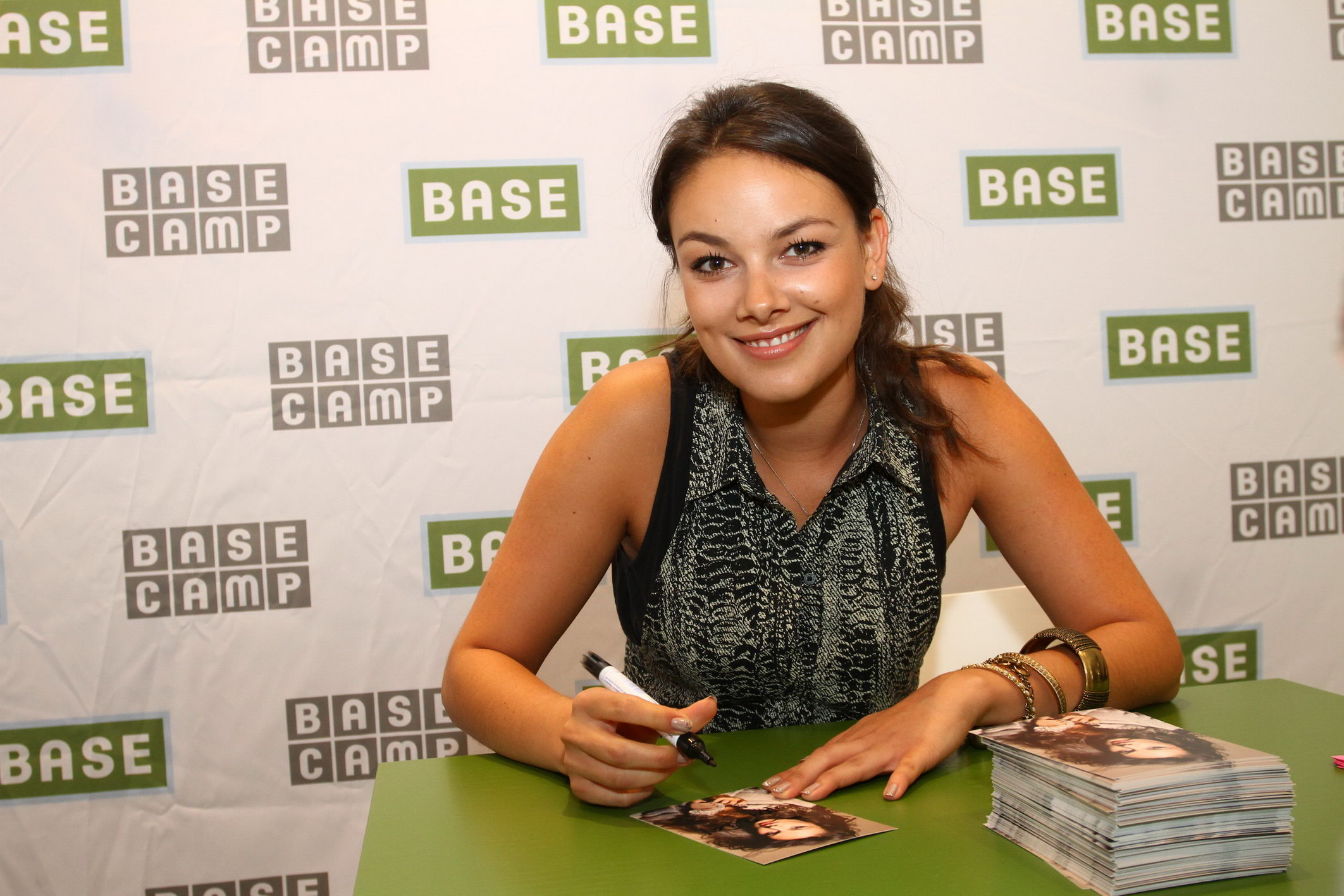
Janina Uhse.

Janina Uhse (Husum, Alemania Occidental, 2 de octubre de 1989) es una actriz alemana. 

## Vida y carrera
Uhse proviene de una familia de feria y practicó actuación a una edad temprana. Comenzó su carrera como actriz cuando tenía nueve años, y su primer papel fue en la serie de televisión Die Kinder vom Alstertal. Poco después, apareció en el programa de televisión Die Pfefferkörner. En 2002, hizo su primer debut cinematográfico en la película Der Rattenkönig. Luego, de 2002 a 2008, interpretó el papel de Melanie Peschke en Der Landarzt . 
Desde 2008, ha estado en la serie de televisión Gute Zeiten, schlechte Zeiten. En 2012, fue a la universidad en Los Ángeles para estudiar actuación. 